# 基爾頓·維拉斯基斯
基爾頓迪奧利華拉·維拉斯基斯（葡萄牙語：Cleiton de Oliveira Velasques，1986年12月9日—），生於巴西烏魯瓜亞納，巴西裔香港足球運動員，司職進攻中場。

## 球會生涯

### 元朗
元朗於2018年7月15日的首個公開活動公佈第一批加盟球員，當中包括外援基爾頓。

### 傑志
2019年7月3日，傑志公布基爾頓加盟。基爾頓於8月30日主場對愉園的聯賽首度為球會於正式比賽亮相即有入球。他協助球隊取得該球季聯賽與菁英盃的冠軍。
2020/21球季，基爾頓再次協助傑志取得聯賽冠軍。亞冠盃方面，他成為了「3+1」外援名單的其中一員。
2022年，傑志再次出戰亞冠盃分組賽，小組4戰7分排第2，晉身16強。基爾頓四場比賽均以正選上陣。

## 榮譽
南卡希亞斯
- 巴西高卓州乙級聯賽冠軍（英语：Campeonato Gaúcho Série A2）: 2016（英语：Campeonato Gaúcho Série A2）

巴西佩洛塔斯
- 巴西丁級聯賽亞軍: 2014
- 巴西高卓州乙級聯賽冠軍（英语：Campeonato Gaúcho Série A2）: 2013（英语：Campeonato Gaúcho Série A2）

傑志
- 香港菁英盃冠軍（2019–20季度）
- 香港超級聯賽冠軍（2019–20、2020－21季度）

個人
- 香港足球明星選舉 明星十一人（2020–21、2022–23季度）

## 外部連結
- 基爾頓·維拉斯基斯的Instagram帳戶
- 香港足球總會網頁球員資料 （页面存档备份，存于）
- Cleiton Velasques （页面存档备份，存于）
- Cleiton Velasques （页面存档备份，存于）